# Nestoplja vas
Néstoplja vás je naselje v Sloveniji.
V vasi se nahaja cerkev sv. Roka, ki jo Janez Vajkard Valvazor omenja v svoji Slavi vojvodine Kranjske.